# Nilay Yiğit

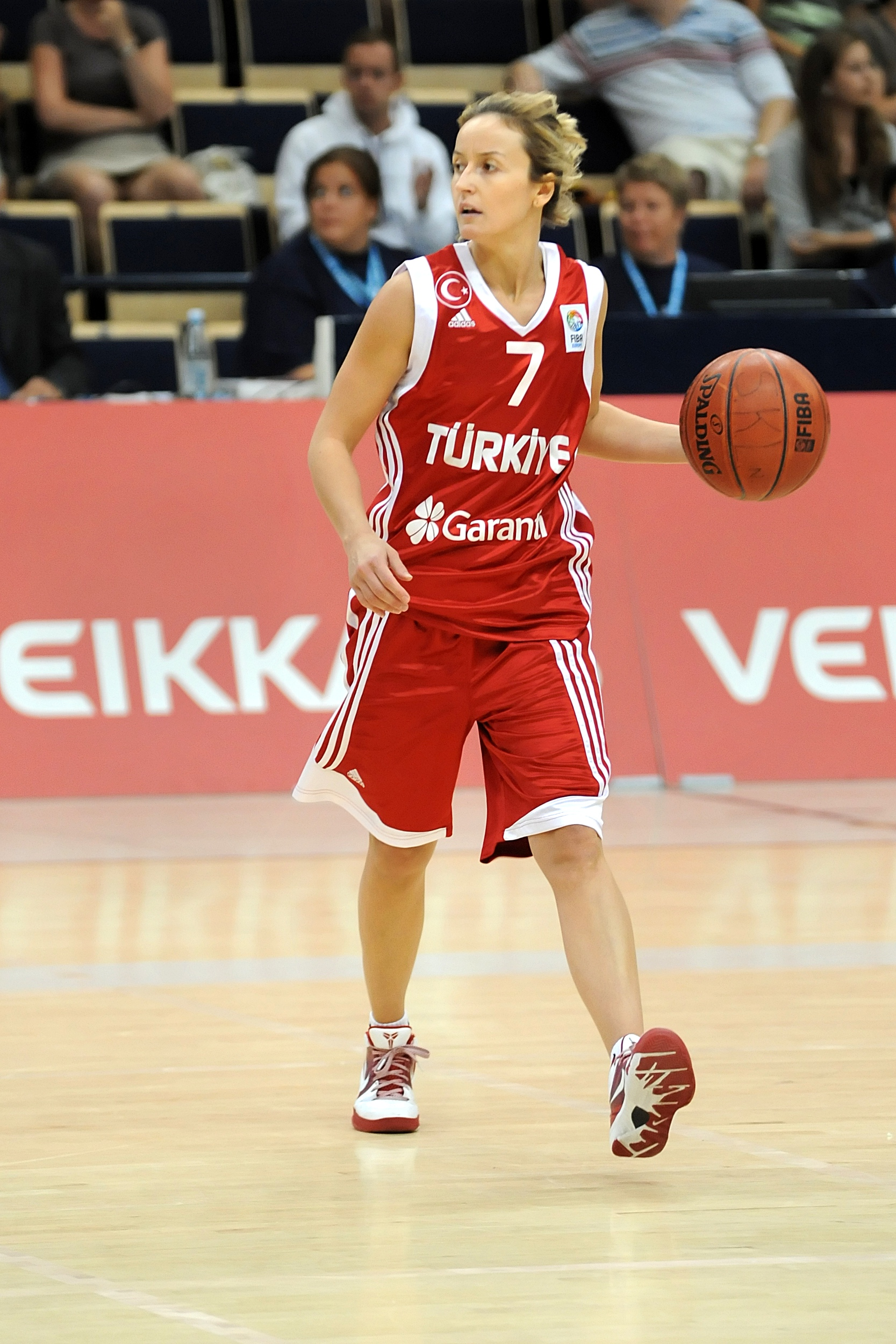
Nilay Yiğit in palleggio con la maglia della

Nilay Yiğit, coniugata Kartaltepe (Bakırköy, 13 gennaio 1979), è un'ex cestista turca.
Alta 170 cm per 55 kg, giocava come playmaker.

## Carriera
Con la Turchia ha disputato i Giochi olimpici di Londra 2012 e quattro edizioni dei Campionati europei (2005, 2007, 2009, 2011).